# Производственное здание (Чернигов)
Производственное здание — памятник архитектуры местного значения в Чернигове. В настоящее время в здании размещается Черниговский базовый специальный медицинский колледж.

## История
Решением исполкома Черниговского областного совета народных депутатов от 19.02.1985 № 75 присвоен статус памятник архитектуры местного значения с охранным № 23-Чг под названием Производственное здание.
Здание имеет собственную «территорию памятника» и расположено в «комплексной охранной зоне» (которая также включает здание дворянского и крестьянского поземельного банка и Памятник Н. Н. Попудренко), согласно правилам застройки и использования территории. На здании не установлена информационная доска.

## Описание
Кирпичный, 2-этажный, прямоугольный в плане дом. Фасад завершается боковыми фронтонами, направлен на северо-восток к Пятницкой улице. Южнее к дому примыкает 4-этажное здание — общежития колледжа.
Дом был построен на Пятницкой улице возле перекрёстка с Владимирской улицей (ныне историческая) в 1880-е годы (по другим данным 1904—1905 годы) для Гоголевского двухкомплектного городского училища, обозначенного на плане города Чернигова 1908 года.
Во дворе расположено одноэтажное здание Черниговского женского ремесленного училища (также дом № 42). Основано в конце XIX века. Учёба была сроком три года, где ученицы осваивали крой и шитьё. Принимали в училище после окончания начального училища. Часть без современной пристройки одноэтажного здания является историческим зданием.
8 мая 1868 года при благотворительном заведении была создана «Черниговская земская фельдшерская школа», расположенная с 1870 года в усадьбе земской больницы (корпуса городской больницы). Обучение было доступно только для мужчин. Инспектором школы был назначен старший врач благотворительных учреждений, доктор медицины Пётр Пименович Демидович. После 1917 года называлась Черниговская советская фельдшерская школа. В 1920—1922 годы велась параллельно подготовка помощников врачей и заведение называлось «Черниговская школа врачпомов». В 1922—1929 годах называлась «Черниговские медкурсы, медицинская профшкола», которая объединила в себе акушерскую школу, школы сестёр милосердия и врачпомов. В 1929 году переименована на медицинский техникум, в 1935—1941 годах — Черниговская фельдшерско-акушерская школа, а в 1936 году на базе фельдшерско-акушерской школы открылась зубоврачебная школа. Во время оккупации была медицинской школой, затем вновь — фельдшерско-акушерская школа. В 1952—2001 годах — Черниговское медицинское училище, в 2001—2005 годах — базовое медицинское училище, в 2005—2020 годах — базовый медицинский колледж.
Во время Великой Отечественной войны, когда Чернигов был оккупирован, здание было занято кинотеатром «Арс».
В послевоенные годы 2-этажное здание было восстановлено и вновь служило фельдшерско-акушерской школой, одноэтажное — не пострадало. Школа была несколько раз реорганизована. В настоящее время в здании размещается Черниговский базовый специальный медицинский колледж, в доме внутри двора — библиотека колледжа.